# Sanquelim
Sanquelim là một thành phố và là nơi đặt hội đồng đô thị (municipal council) của quận North Goa thuộc bang Goa, Ấn Độ.

## Nhân khẩu
Theo điều tra dân số năm 2001 của Ấn Độ, Sanquelim có dân số 11.191 người. Phái nam chiếm 52% tổng số dân và phái nữ chiếm 48%. Sanquelim có tỷ lệ 77% biết đọc biết viết, cao hơn tỷ lệ trung bình toàn quốc là 59,5%: tỷ lệ cho phái nam là 82%, và tỷ lệ cho phái nữ là 71%. Tại Sanquelim, 11% dân số nhỏ hơn 6 tuổi.